# 波斯季爾河
波斯蒂爾河（烏克蘭語：Постіл），是烏克蘭北部的河流，屬於羅斯塔維齊亞河的支流。該河發源自喬爾諾魯德卡西南部，流經日托米爾州的別爾季切夫區，河道全長31公里，流域面積158平方公里。